# Hard Luck Child: A Tribute to Skip James
Hard Luck Child: A Tribute to Skip James — студійний альбом американської блюзової співачки Рорі Блок, випущений 21 жовтня 2014 року канадським лейблом Stony Plain Records.  
Альбом став 5-м випущеним із серії «The Mentor Series» — колекції триб'ют-альбомів, що складаються з кавер-версій пісень та присвячених блюзовим виконавцям, яких співачка знала особисто. Альбом присвячений та складається (окрім 1-ї композиції) з пісень Скіпа Джеймса (1902—1969), представника дельта-блюзу, з яким Блок особисто познайомилась, коли їй було 15 років.
8 грудня 2014 року альбом номіновано на премію Blues Music Award (2015) в категорії «акустичний альбом».

## Список композицій
1. «Nehemiah James» (Рорі Блок) — 5:30
2. «Special Rider Blues» (Негемая «Скіп» Джеймс) — 4:59
3. «Cypress Grove Blues» (Негемая «Скіп» Джеймс) — 4:29
4. «If You Haven't Any Hay, Get on Down the Road» (Негемая «Скіп» Джеймс) — 4:21
5. «Little Cow and Calf Is Gonna Die Blues» (Негемая «Скіп» Джеймс) — 5:17
6. «Devil Got My Woman» (Негемая «Скіп» Джеймс) — 4:44
7. «Jesus Is a Mighty Good Leader» (Негемая «Скіп» Джеймс) — 4:06
8. «Hard Time Killing Floor Blues» (Негемая «Скіп» Джеймс) — 4:15
9. «I'm So Glad» (Негемая «Скіп» Джеймс) — 3:19
10. «Hard Luck Child» (Негемая «Скіп» Джеймс) — 4:30

Усі пісні написані Негемаєю «Скіп» Джеймсом (опубліковані Wyndwood Music Co Inc.), окрім «Nehemiah James», що написана Рорі Блок (BMI).

## Учасники запису
- Рорі Блок —  акустична гітара, вокал, продюсер, тексти пісень, текст, ілюстрації та цитати для обкладинки

Технічний персонал
- Роб Девіс — інженер, продюсер, мастеринг, зведення
- Марк Даттон — графічний дизайн
- Сергіо Кургайєц — фотографія
- Голгер Петерсен — виконавчий продюсер.

Записаний у студії звукозапису Aurora Productions (штат Кентуккі). У записі альбому Рорі Блок використовувала акустичну гітару Martin серії Signature Model Series, каподастр та 14мм слайд. Фоновий шум створили Белла, Гібсон та 10 котів.

## Нагороди
- 2015 Blues Music Award (номінація) в категорії «акустичний альбом».